# پیندا د مار
پیندا د مار (به اسپانیایی: Pineda de Mar) یک شهرداری در اسپانیا است که در کاتالونیا واقع شده‌است.

## خصوصیات
پیندا د مار ۱۰٫۷۷ کیلومترمربع مساحت و ۲۵٬۵۶۸ نفر جمعیت دارد و ۱۰ متر بالاتر از سطح دریا واقع شده‌است.

## خواهرخوانده
شهر فرونتینیان خواهرخواندهٔ پیندا د مار هست.